# Cracki Records
Cracki Records est un label musical français fondé en 2010 à Paris par Donatien Cras de Belleval et François Kraft,.

## Historique
Cracki commence en 2009 en tant que collectif, avec l'organisation d'événements musicaux dans des lieux atypiques (gare, friches industrielles, forêts, etc)[source secondaire nécessaire]. 
Dès 2010, le collectif crée le label Cracki Records, sur lequel signeront des artistes parmi lesquels Agar Agar, Isaac Delusion, Renart, L'Impératrice ou encore Voiron[réf. souhaitée]. 
Une nouvelle étape est franchie lorsque Cracki Records s'associe en 2016 à Amical Music Production et fonde Pedro Booking, agence de booking et de production musicale. 
Chaque année depuis 2013, Cracki organise le Macki Festival avec le collectif La Mamie's, , et depuis 2018 le Mirelo Festival à Marseille avec Pedro Booking[réf. souhaitée].